# Pseudopartona
Pseudopartona Caporiacco, 1954 è un genere di ragni appartenente alla famiglia Salticidae.

## Etimologia
Il nome del genere è composto, per la prima parte, dal prefisso greco ψεῦδο-, psèudo-, che significa falso, fasullo, ingannevole, seguito da Partona Simon, 1901, ex-genere dei salticidi, nel 1972 confluito in Chirothecia Taczanowski, 1878, con cui ha varie caratteristiche in comune.

## Distribuzione
L'unica specie oggi nota di questo genere è stata rinvenuta nella Guyana francese.

## Tassonomia
A giugno 2011, si compone di una specie:
- Pseudopartona ornata Caporiacco, 1954[2] — Guyana francese